# Komorernas herrlandslag i volleyboll
Komorernas herrlandslag i volleyboll representerar Komorerna i volleyboll på herrsidan. Laget deltog i Indiska oceanspelen 2011 och 2019.

### Fotnoter
1. ↑  ”Indian Ocean Island Games 2018/19” (på engelska). Volleybox. https://volleybox.net/men-indian-ocean-island-games-2018-19-o10165. Läst 1 november 2023.